# Oneroa (circonscription)
Pour le village, voir Oneroa.
Inscrits : 235 (2006)
Oneroa est l'une des trois circonscriptions électorales de l'île de Mangaia (îles Cook). Elle correspond au village éponyme Oneroa qui regroupe la population des trois districts (puna) :
- de Tavaenga (puna)
- de Keia (puna)
- de Veitatei (puna)

Cette circonscription fut créée en 1981 par l'amendement constitutionnel n°9 . Jusqu'alors les 3 sièges d'Oneroa, Ivirua et Tamarua étaient regroupés dans la  circonscription de Mangaia.

## Élections de 2004
Le candidat sortant Papamama Pokino, ancien Ministre des finances du Gouvernement de Geoffrey Henry et élu dans cette circonscription depuis les années 80, subit pour ces élections une sévère défaite n'obtenant même pas 4 % des voix. La victoire revint au candidat du Demo, Winton Brian Pickering, devançant de 15 points Taata Tangatakino du Tumu Enua, parti fondé par Norman George, anciennement appelé New Alliance Party.
| Papamama Pokino (CIP)       | 3,4 %  |
| Winton Brian Pickering (DP) | 55,9 % |
| Taata Tangatakino (TE)      | 40,7 % |

## Élections de 2006
Nouvelle victoire de Pickering qui confirme lors de ces élections son implantation politique dans la circonscription.
| Papa Metu Ruatoe (CIP)      | 33 % |
| Winton Brian Pickering (DP) | 67 % |